# Airaphilus corsicus
Airaphilus corsicus is een keversoort uit de familie spitshalskevers (Silvanidae). De wetenschappelijke naam van de soort werd in 1874 gepubliceerd door Antoine Henri Grouvelle.